# Piroj Petchumsorn
Piroj Petchumsorn (tiếng Thái: ไพโรจน์ เพชรชุมศร) là một cầu thủ bóng đá chuyên nghiệp người Thái Lan. Anh hiện đang chơi cho Nakhon Pathom, ở giải vô địch bóng đá Thái Lan.